# Grand Prix de la Ville de Rennes 1996
Il Grand Prix de la Ville de Rennes 1996, diciottesima edizione della corsa e valida come evento UCI categoria 1.4, fu disputata il 7 aprile 1996 su un percorso di 195 km. Fu vinto dal francese Nicolas Jalabert che terminò la gara in 4h25'06", alla media di 43,704 km/h.

## Ordine d'arrivo (Top 10)
| Pos. | Corridore        | Squadra          | Tempo    |
| ---- | ---------------- | ---------------- | -------- |
| 1    | Nicolas Jalabert | Mutuelle         | 4h25'06" |
| 2    | Jacky Durand     | Agrigel          | a 5"     |
| 3    | Gilles Talmant   | Aubervilliers 93 | a 7"     |
| 4    | Ludo Dierckxsens | Tönissteiner     | a 12"    |
| 5    | Sven Teutenberg  | US Postal        | a 13"    |
| 6    | Jaan Kirsipuu    | Casino           | a 49"    |
| 7    | Marc Bouillon    | Cedico           | s.t.     |
| 8    | Adriano Baffi    | Mapei            | a 1'10"  |
| 9    | Frédéric Pontier | Aubervilliers 93 | a 1'12"  |
| 10   | Eddy Torrekens   | Tönissteiner     | s.t.     |